# 665 (číslo)
Šest set šedesát pět je přirozené číslo. Následuje po čísle šest set šedesát čtyři a předchází číslu šest set šedesát šest. Římskými číslicemi se zapisuje DCLXV a řeckými číslicemi χξε.

## Matematika
665 je:
- Deficientní číslo
- Složené číslo
- Šťastné číslo

## Astronomie
- (665) Sabine je planetka hlavního pásu, kterou objevil v roce 1908 Wilhelm Lorenz

## Roky
- 665
- 665 př. n. l.